# Paikejaurasj
Paikejaurasj är en sjö i Gällivare kommun i Lappland och ingår i Kalixälvens huvudavrinningsområde. Sjön har en area på 0,0753 kvadratkilometer och ligger 818,9 meter över havet.

## Delavrinningsområde
Paikejaurasj ingår i det delavrinningsområde (751616-162041) som SMHI kallar för Mynnar i Paltajåkka. Medelhöjden är 918 meter över havet och ytan är 58,39 kvadratkilometer. Det finns inga avrinningsområden uppströms utan avrinningsområdet är högsta punkten. Skartajåkka som avvattnar avrinningsområdet har biflödesordning 3, vilket innebär att vattnet flödar genom totalt 3 vattendrag innan det når havet efter 410 kilometer. Avrinningsområdet består mestadels av kalfjäll (89 procent). Avrinningsområdet har 1,02 kvadratkilometer vattenytor vilket ger det en sjöprocent på 1,7 procent. Delavrinningsområdet täcks till 0,44 procent av glaciärer, med en yta av 0,255 kvadratkilometer.